# SK Slovan-Hütteldorfer AC
SK Slovan-Hütteldorfer AC je rakouský fotbalový klub z Hütteldorfu ve čtrnáctém vídeňském okrese. V sezóně 2023/24 hraje čtvrtou nejvyšší rakouskou soutěž (Wiener Stadtliga).
Slovan Vídeň byl založen v roce 1902 ve čtvrti Favoriten jako klub české menšiny ve Vídni. V letech 1922 až 1925 hrál na stadionu České srdce, na jehož místě dnes stojí stadion FK Austria Wien. V době, kdy Rakousko patřilo pod Velkoněmeckou říši, se klub musel přejmenovat na AC Sparta Wien. V roce 1960 se sloučil s ÖMV Olympia Wien do SK Slovan-Olympia, v roce 1976 se dále sloučil s klubem Hütteldorfer AC, založeným roku 1911, převzal jeho stadion a tradiční zelenobílé klubové barvy vyměnil za modrobílé.
Klub hrál nejvyšší soutěž v letech 1924 až 1929, 1931 až 1932 a 1950, nejlepším umístěním bylo šesté místo v roce 1926. V roce 1924 hrál finále poháru. Ještě v sezóně 1965/66 působil v druhé lize, znovu do ní postoupil v roce 1988, ale nebyla mu povolena účast kvůli nevyhovujícímu hřišti, od té doby hraje pouze amatérské soutěže. Jeho dres oblékali např. Rudolf Vytlačil, Josef Kadraba, Jozef Adamec nebo Antonín Panenka, odchovanci klubu byli rakouští reprezentanti František Černický nebo Ümit Korkmaz.
V aktuálním kádru není ani jeden hráč českého původu.

## Ostatní sekce
Klub měl v minulosti i další sportovní sekce. Na počátku 20. století se klub pravidelně účastnil rakouského hokejové mistrovství. Pod hlavičkou klubu působil také úspěšný ženský volejbalový tým, který v letech 1961–1964 a 1966 ovládl národní šampionát.